# ميتكيينا
ميتكيينا هي مدينة، تتبع Myitkyina Township ‏، هي عاصمة ولاية كاشين، بلغ عدد سكانها 150٬000 نسمة.

## المناخ
يظهر الجدول التالي التغييرات المناخية على مدار السنة لميتكيينا:
| البيانات المناخية لـميتكيينا | البيانات المناخية لـميتكيينا | البيانات المناخية لـميتكيينا | البيانات المناخية لـميتكيينا | البيانات المناخية لـميتكيينا | البيانات المناخية لـميتكيينا | البيانات المناخية لـميتكيينا | البيانات المناخية لـميتكيينا | البيانات المناخية لـميتكيينا | البيانات المناخية لـميتكيينا | البيانات المناخية لـميتكيينا | البيانات المناخية لـميتكيينا | البيانات المناخية لـميتكيينا | البيانات المناخية لـميتكيينا |
| الشهر | يناير                        | فبراير                       | مارس                         | أبريل                        | مايو                         | يونيو                        | يوليو                        | أغسطس                        | سبتمبر                       | أكتوبر                       | نوفمبر                       | ديسمبر                       | المعدل السنوي                |
| --- | ---------------------------- | ---------------------------- | ---------------------------- | ---------------------------- | ---------------------------- | ---------------------------- | ---------------------------- | ---------------------------- | ---------------------------- | ---------------------------- | ---------------------------- | ---------------------------- | ---------------------------- |
| الدرجة القصوى °م (°ف) | 35.0 (95.0)                  | 35.0 (95.0)                  | 38.0 (100.4)                 | 41.1 (106.0)                 | 42.0 (107.6)                 | 40.2 (104.4)                 | 38.3 (100.9)                 | 38.5 (101.3)                 | 37.5 (99.5)                  | 36.2 (97.2)                  | 38.5 (101.3)                 | 35.5 (95.9)                  | 42.2 (108.0)                 |
| متوسط درجة الحرارة الكبرى °م (°ف) | 25.3 (77.5)                  | 27.5 (81.5)                  | 30.4 (86.7)                  | 32.6 (90.7)                  | 33.3 (91.9)                  | 31.6 (88.9)                  | 30.5 (86.9)                  | 32.0 (89.6)                  | 31.7 (89.1)                  | 30.9 (87.6)                  | 28.4 (83.1)                  | 25.8 (78.4)                  | 30.0 (86.0)                  |
| المتوسط اليومي °م (°ف) | 18.0 (64.4)                  | 20.3 (68.5)                  | 23.9 (75.0)                  | 26.6 (79.9)                  | 27.6 (81.7)                  | 27.9 (82.2)                  | 27.7 (81.9)                  | 28.3 (82.9)                  | 28.1 (82.6)                  | 26.2 (79.2)                  | 22.5 (72.5)                  | 18.8 (65.8)                  | 24.9 (76.8)                  |
| متوسط درجة الحرارة الصغرى °م (°ف) | 10.4 (50.7)                  | 12.9 (55.2)                  | 16.3 (61.3)                  | 19.7 (67.5)                  | 22.3 (72.1)                  | 24.3 (75.7)                  | 24.5 (76.1)                  | 24.6 (76.3)                  | 23.9 (75.0)                  | 21.5 (70.7)                  | 16.2 (61.2)                  | 11.9 (53.4)                  | 19.0 (66.2)                  |
| أدنى درجة حرارة °م (°ف) | 3.0 (37.4)                   | 7.5 (45.5)                   | 10.0 (50.0)                  | 10.0 (50.0)                  | 16.1 (61.0)                  | 18.1 (64.6)                  | 18.0 (64.4)                  | 20.0 (68.0)                  | 19.8 (67.6)                  | 15.0 (59.0)                  | 8.0 (46.4)                   | 3.0 (37.4)                   | 3.0 (37.4)                   |
| معدل هطول الأمطار مم (إنش) | 9.9 (0.39)                   | 21.0 (0.83)                  | 24.0 (0.94)                  | 54.0 (2.13)                  | 218.5 (8.60)                 | 549.2 (21.62)                | 543.0 (21.38)                | 398.3 (15.68)                | 294.7 (11.60)                | 170.6 (6.72)                 | 25.1 (0.99)                  | 11.7 (0.46)                  | 2٬320 (91.34)                |
| متوسط الأيام الممطرة (≥ 0.3 mm) | 2                            | 7                            | 5                            | 8                            | 15                           | 25                           | 27                           | 28                           | 19                           | 11                           | 3                            | 2                            | 152                          |
| متوسط الرطوبة النسبية (%) | 77                           | 68                           | 64                           | 64                           | 72                           | 83                           | 89                           | 87                           | 85                           | 83                           | 79                           | 78                           | 77                           |
| المصدر #1: المعهد النرويجي للأرصاد الجوية, الأرصاد الجوية الألمانية (mean temperatures 1991–2010, rainy days 1896–1940, humidity 1963–1988) |                              |                              |                              |                              |                              |                              |                              |                              |                              |                              |                              |                              |                              |
| المصدر #2: Meteo Climat (record highs and lows)                                                                                             |                              |                              |                              |                              |                              |                              |                              |                              |                              |                              |                              |                              |                              |

## أعلام
- آي سوي